# Bobby Orr
Robert Gordon Orr (Parry Sound, 20 marzo 1948) è un ex hockeista su ghiaccio canadese professionista, di ruolo difensore, noto per la sua militanza con i Boston Bruins, con cui ha vinto due Stanley Cup.

## Carriera
È considerato tra i migliori difensori nella storia della National Hockey League, avendo vinto 8 James Norris Memorial Trophy consecutivi (dal 1968 al 1975), assegnato al miglior difensore della lega. Inoltre, è stato per 6 volte leader del plus/minus prima dell'istituzione dell'NHL Plus/Minus Award, cosa che lo renderebbe il giocatore più vincente nella storia di questo trofeo. Si è ritirato a soli 30 anni per un grave infortunio al ginocchio. Nel 1979, nonostante non fosse ritirato da 3 anni, come vorrebbe la regola, è stato introdotto nella Hockey Hall of Fame.

## Palmarès

### Club
- Stanley Cup: 2

 Boston Bruins: 1970, 1972

### Nazionale
- Canada Cup: 1

 Canada: 1976

### Individuale
- Hockey Hall of Fame: 1

1979
- Art Ross Trophy: 2

1969-70, 1974-75
- Calder Memorial Trophy: 1

1966-67
- Conn Smythe Trophy: 2

1970, 1972
- Hart Trophy: 3

1969-70, 1970-71, 1971-72
- James Norris Memorial Trophy: 8

1967-68, 1968-69, 1969-70, 1970-71, 1971-72, 1972-73, 1973-74, 1974-75
- Lester B. Pearson Award: 1

1974-75
- NHL First All-Star Team: 8

1967-68, 1968-69, 1969-70, 1970-71, 1971-72, 1972-73, 1973-74, 1974-75
- NHL Second All-Star Team: 1

1966-67
- NHL All-Star Game: 7

1968, 1969, 1970, 1971, 1972, 1973, 1975
- MVP della Canada Cup: 1

1976
- Canada Cup All-Star Team: 1

1976